# Saint-Jean-de-Galaure
Saint-Jean-de-Galaure est, depuis le 1er janvier 2022, une commune nouvelle française située dans le département de la Drôme en région Auvergne-Rhône-Alpes.

## Géographie
La commune nouvelle regroupe les communes de La Motte-de-Galaure et de Mureils qui deviennent des communes déléguées, le 1er janvier 2022,. Son chef-lieu se situe à La Motte-de-Galaure. Elle est peuplée de 1265 habitants.

### Situation et description
Localisée en Drôme des collines dans la vallée de la Galaure, la commune se situe dans le canton de Saint-Vallier (à 9 km) et l'arrondissement de Valence. Elle est située à une soixantaine de kilomètres au sud de Lyon, à une distance similaire à l'ouest de Grenoble et à 30 km au nord du chef-lieu du département de la Drôme.

### Climat
Pour des articles plus généraux, voir Climat d'Auvergne-Rhône-Alpes et Climat de la Drôme.
En 2010, le climat de la commune est de type climat du Bassin du Sud-Ouest, selon une étude du Centre national de la recherche scientifique s'appuyant sur une série de données couvrant la période 1971-2000. En 2020, Météo-France publie une typologie des climats de la France métropolitaine dans laquelle la commune est dans une zone de transition entre le climat de montagne et le climat méditerranéen et est dans la région climatique Moyenne vallée du Rhône, caractérisée par un bon ensoleillement en été (fraction d’insolation > 60 %), une forte amplitude thermique annuelle (4 à 20 °C), un air sec en toutes saisons, orageux en été, des vents forts (mistral), une pluviométrie élevée en automne (250 à 300 mm).
Pour la période 1971-2000, la température annuelle moyenne est de 12,2 °C, avec une amplitude thermique annuelle de 17,8 °C. Le cumul annuel moyen de précipitations est de 889 mm, avec 8,1 jours de précipitations en janvier et 5,5 jours en juillet. Pour la période 1991-2020, la température moyenne annuelle observée sur la station météorologique de Météo-France la plus proche, « Saint-Barthélemy-V_sapc », sur la commune de Saint-Barthélemy-de-Vals à 4 km à vol d'oiseau, est de 12,7 °C et le cumul annuel moyen de précipitations est de 860,4 mm,. Pour l'avenir, les paramètres climatiques de la commune estimés pour 2050 selon différents scénarios d'émission de gaz à effet de serre sont consultables sur un site dédié publié par Météo-France en novembre 2022.

## Urbanisme

### Typologie
Au 1er janvier 2024, Saint-Jean-de-Galaure est catégorisée commune rurale à habitat dispersé, selon la nouvelle grille communale de densité à 7 niveaux définie par l'Insee en 2022.
Elle est située hors unité urbaine et hors attraction des villes,.

## Politique et administration
Au moment de la création de la commune et jusqu’à son prochain renouvellement, le conseil municipal de la commune nouvelle de Saint-Jean-de-Galaure est composé de l’ensemble des membres en exercice des conseils municipaux des deux anciennes communes.
| Nom                         | Code Insee | Intercommunalité        | Superficie (km2) | Population (dernière pop. légale) | Densité (hab./km2) |
| --------------------------- | ---------- | ----------------------- | ---------------- | --------------------------------- | ------------------ |
| La Motte-de-Galaure (siège) | 26216      | CC Porte de Dromardèche | 7,73             | 794 (2018)                        | 103                |
| Mureils                     | 26219      | CC Porte de Dromardèche | 5,45             | 469 (2018)                        | 86                 |

### Liste des maires
| Période        | Période  | Identité       | Étiquette | Qualité |
| -------------- | -------- | -------------- | --------- | ------- |
| 3 janvier 2022 | En cours | Laurence Perez |           | Maire   |

## Population et société

### Démographie
L'évolution du nombre d'habitants est connue à travers les recensements de la population effectués dans la commune depuis sa création.

En 2022, la commune comptait 1 258 habitants.
| 2018  | 2019  | 2020  | 2021  | 2022  |
| ----- | ----- | ----- | ----- | ----- |
| 1 263 | 1 268 | 1 275 | 1 265 | 1 258 |

### Enseignement
La commune relève de l’académie de Grenoble.

### Médias

#### Presse écrite
Deux organes de presse écrite de niveau régional sont distribués dans la commune :
- L'Hebdo de l'Ardèche, journal hebdomadaire français basé à Valence et diffusé à Privas depuis 1999. Il couvre l'actualité pour tout le département de l'Ardèche ;
- Le Dauphiné libéré, journal quotidien de la presse écrite française régionale distribué dans la plupart des départements de l'ancienne région Rhône-Alpes, notamment l'Ardèche. La commune est située dans la zone d'édition du Centre-Ardèche (Privas).

#### Presse audiovisuelle
Ici Drôme Ardèche est une radio publique diffusée sur tout le territoire du département de la Drôme.